# Connaught C
Chronologie des modèles (1959)
Connaught B Aucun
La Connaught C est une monoplace de Formule 1 dessinée par Rodney Clarke et pilotée par Bob Said à l'occasion du Grand Prix automobile des États-Unis 1959. 

## Historique

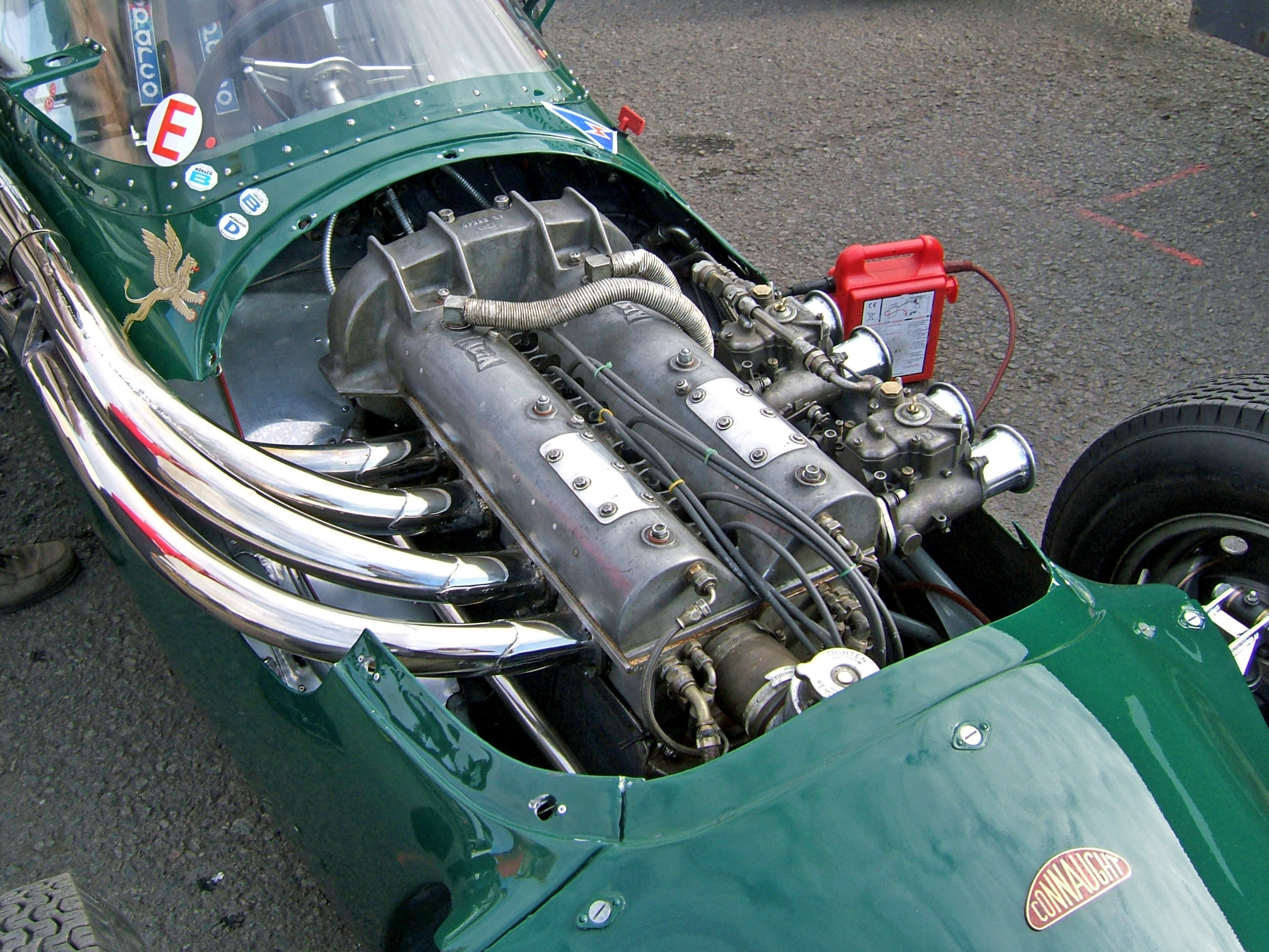
Le moteur 4 cylindres en ligne Alta de la C.

La Connaught C est une monoplace de Formule 1 dessinée par Rodney Clarke.
Pilotée par Bob Said au Grand Prix automobile des États-Unis 1959, il s'agit de la dernière monoplace de Formule 1 de Connaught Engineering et de l'unique Grand Prix de Formule 1 disputé par Said. Qualifié treizième, devant Alejandro de Tomaso sur la Cooper T43 de OSCA et derrière Alan Stacey sur la Lotus 16 du Team Lotus, il abandonne dès le départ, victime d'un accident.